# 中丸町
中丸町（日语：／ Nakamaruchō */?）是東京都板橋區的町名，為未設丁目的單獨町名。 
板橋區全域已實施住居表示。

## 地理
位於板橋區東南部東端，鄰接豐島區。北鄰熊野町，東接豐島區池袋，南連南町，西通幸町。町域東部有首都高速道路通過，北邊有國道254號（川越街道）通過。

## 交通

### 鐵道
町內未設車站，可利用以下路線。
- 東京地下鐵
  - 副都心線、有樂町線：要町站（豐島區要町一丁目、西池袋五丁目與池袋三丁目）
- 東武鐵道
  - 東武東上線：大山站（大山町與大山東町）

### 巴士
- 國際興業巴士（日语：国際興業バス）　※省略出入庫的區間運行系統。
  - 熊野町
    - 赤51：行經西丘往赤羽站西口、行經陽光城往池袋站東口
    - 光02：往光丘站、行經陽光城往池袋站東口
    - 池55：往小茂根五丁目、行經陽光城往池袋站東口
    - 池20：往池袋站西口、往高島平操車場
    - 池21：往池袋站西口、行經舟渡町往高島平站
    - 池02：池袋站西口發車熊野町循環
    - 池04：池袋站西口發車中丸町循環（僅平日6班）

  - 中丸町
    - 池20：往池袋站西口、往高島平操車場
    - 池21：往池袋站西口、行經舟渡町往高島平站
    - 池02：池袋站西口發車熊野町循環
    - 池04：池袋站西口發車中丸町循環（僅平日6班）

  - 中丸町坂上
    - 赤51：行經西丘往赤羽站西口、行經陽光城往池袋站東口
    - 光02：往光丘站、行經陽光城往池袋站東口
    - 池55：往小茂根五丁目、行經陽光城往池袋站東口

  - 中丸町坂下
    - 池02：池袋站西口發車熊野町循環

  - 板橋第五小学校
    - 池04：池袋站西口發車中丸町循環

### 道路
- 國道254號（川越街道）
- 首都高速5號池袋線
- 東京都道317號環狀六號線（山手通）

## 設施
- 板橋區立板橋第五小學校
- 板橋中丸郵便局

## 備註
1. ↑  住民基本台帳による町丁目別世帯数及び人口表-東京都板橋区
2. ↑  板橋区教育委員会『いたばしの地名』，1995年3月，P127。